# Phineas Taylor Barnum
Pour les articles homonymes, voir P.T. Barnum et Barnum.
 (décembre 2016).
Si vous disposez d'ouvrages ou d'articles de référence ou si vous connaissez des sites web de qualité traitant du thème abordé ici, merci de compléter l'article en donnant les références utiles à sa vérifiabilité et en les liant à la section « Notes et références ».
Phineas Taylor Barnum, né le 5 juillet 1810 à Bethel (Connecticut) et mort le 7 avril 1891 à Bridgeport (Connecticut), est un homme d'affaires et entrepreneur du monde du spectacle américain, devenu par la suite homme politique.
En 1871, il fonde le cirque Barnum qui devient rapidement une entreprise prospère et célèbre notamment grâce aux freak shows et en exploitant le potentiel de la publicité encore peu utilisée au milieu du XIXe siècle. Il marque également la culture populaire à travers le musée Barnum's American Museum, qui contribue à la création de la culture commerciale de Broadway.
Il fut également auteur, éditeur, philanthrope et homme politique. Il se définit principalement comme le « prince des charlatans » (ou « prince des mystificateurs »), profitant de la crédulité et du voyeurisme des gens, d'où la phrase célèbre qui lui est attribuée There's a sucker born every minute (en) (« Il y a un pigeon qui naît à chaque minute »), mais qui serait apparemment apocryphe.

## Biographie

### Jeunesse
Phineas Taylor Barnum est né le 5 juillet 1810 à Bethel dans le Connecticut dans une modeste famille d'agriculteurs. Son père Philo Barnum (1778–1826), fermier , enchaîne différents métiers (épicier, cabaretier, tailleur) et est marié à sa seconde épouse Irene Taylor qui donne à Phineas cinq frères et sœurs. Il raconte dans ses mémoires devoir son prénom à son grand-père maternel Phineas Taylor, propriétaire, juge de paix, mais aussi charlatan de loterie. Il raconte également qu'en tant qu'aîné, il doit fréquemment quitter l'école pour s'occuper des bêtes et des terres que possède son père.
À la mort de son père au mois de septembre 1825, il trouve à New York un emploi d'épicier chez un de ses parents, Oliver Taylor, puis devient brasseur et commis dans une grande taverne de la ville où il découvre les spectacles de montreurs d'animaux et le théâtre. En mai 1828, son grand-père lui propose de revenir à Bethel afin d'y ouvrir une épicerie ; en partenariat avec son oncle Alanson Taylor, Phineas la transforme en loterie particulièrement lucrative : appelée Temple of fortune (« Temple de la fortune »), Phineas a en effet le don de faire croire aux clients qu'ils vont gagner le gros lot.
Confronté à un entourage dont le rigorisme calviniste frôle le fanatisme, il fonde en 1829 son propre journal, the Herald of Freedom (« le messager de la liberté »), dans lequel il dénonce des tentatives sectaires d’union entre l’État et l’Église par des réflexions caustiques. Après trois poursuites pour diffamation, dont une qui le condamne à 60 jours de prison (pour avoir accusé un pasteur d'avoir pratiqué l'usure sur un orphelin), il épouse Charity Hallet (1808-1873), tailleuse de son état, le 8 novembre 1829. Le couple s’installe à New York en 1834 et ont quatre filles, Caroline, Helen, Frances (morte prématurément à 2 ans) et Pauline.

### Débuts dans l'industrie du cirque
Après de multiples petits métiers, Phineas Taylor Barnum commence sa carrière de forain. Âgé de 25 ans, sa première entrée fracassante dans l’industrie du spectacle est marquée par l'acquisition et l’exhibition de l'afro-américaine Joice Heth qui devient à ses dépens le point de départ du phénomène des spectacles « raciaux » qui va durer près d’un siècle, aussi bien aux États-Unis qu’en Europe. La femme est une esclave noire aveugle et presque entièrement paralysée, achetée 1 000 dollars à un planteur du Kentucky, et présentée au public comme étant l'ancienne nourrice de George Washington soi-disant âgée de 161 ans,. Malgré la supercherie, son crédo est selon le principe que « tout mensonge est acceptable », dès lors que le public a le sentiment d’en avoir pour son argent,. La mort de Joice Heth en 1836 annonce la fin d’un succès et d’une affaire commercialement prospères. À sa mort, Barnum propose un dernier spectacle à New York avec le docteur David L. Rogers, en pratiquant une autopsie publique en disséquant le corps de la vieille femme devant un public de 1 500 spectateurs. Le docteur Rogers aboutit à la conclusion que Joice Heth est un leurre et qu'elle est finalement âgé de 81 ans à sa mort. Cette supercherie provoque autour de l’histoire de Joice Heth un intense débat journalistique, principalement dans la presse populaire (…) sur les thèmes de l’identité, de l’authenticité et de l’origine.
Par la suite, il entreprend de faire le tour des provinces avec le Aaron Turner Traveling Circus, théâtre ambulant dont le protagoniste principal est un chanteur afro-américain. Mais l’homme, qui est en réalité un esclave, s’enfuit dès qu’ils atteignent la Caroline du Nord (État précurseur dans la lutte pour l’abolition de l’esclavage). Barnum, refusant de rembourser les tickets déjà vendus, se couvre le visage de noir et remplace le chanteur sur scène.
Convaincu du potentiel commercial des « curiosités », Phineas Taylor Barnum acquiert en 1841 un bâtiment de cinq étages à Broadway le Scudder's American Museum et le rebaptise le Barnum's American Museum. D'une manière permanente, il y expose des animaux empaillés, des statues de cire, des animaux et des humains vivants aux histoires plus ou moins réalistes dont les freak shows qui assurent sa renommée. Toujours conscient de l’impact de la publicité sur la foule, Phineas Taylor Barnum utilise tous les moyens de communication pour faire valoir des curiosités et exhibe des géants d’Islande, des femmes de Patagonie, des nains, des serpents de mer, etc. Parmi les vedettes de ce musée vivant, on trouve les célèbres Général Tom Thumb (Tom Pouce), ou encore la fameuse sirène des Fidji.
En 1850, il fait également de la chanteuse Jenny Lind une véritable vedette en lui programmant une tournée gigantesque à travers les États-Unis.

### La période Bailey

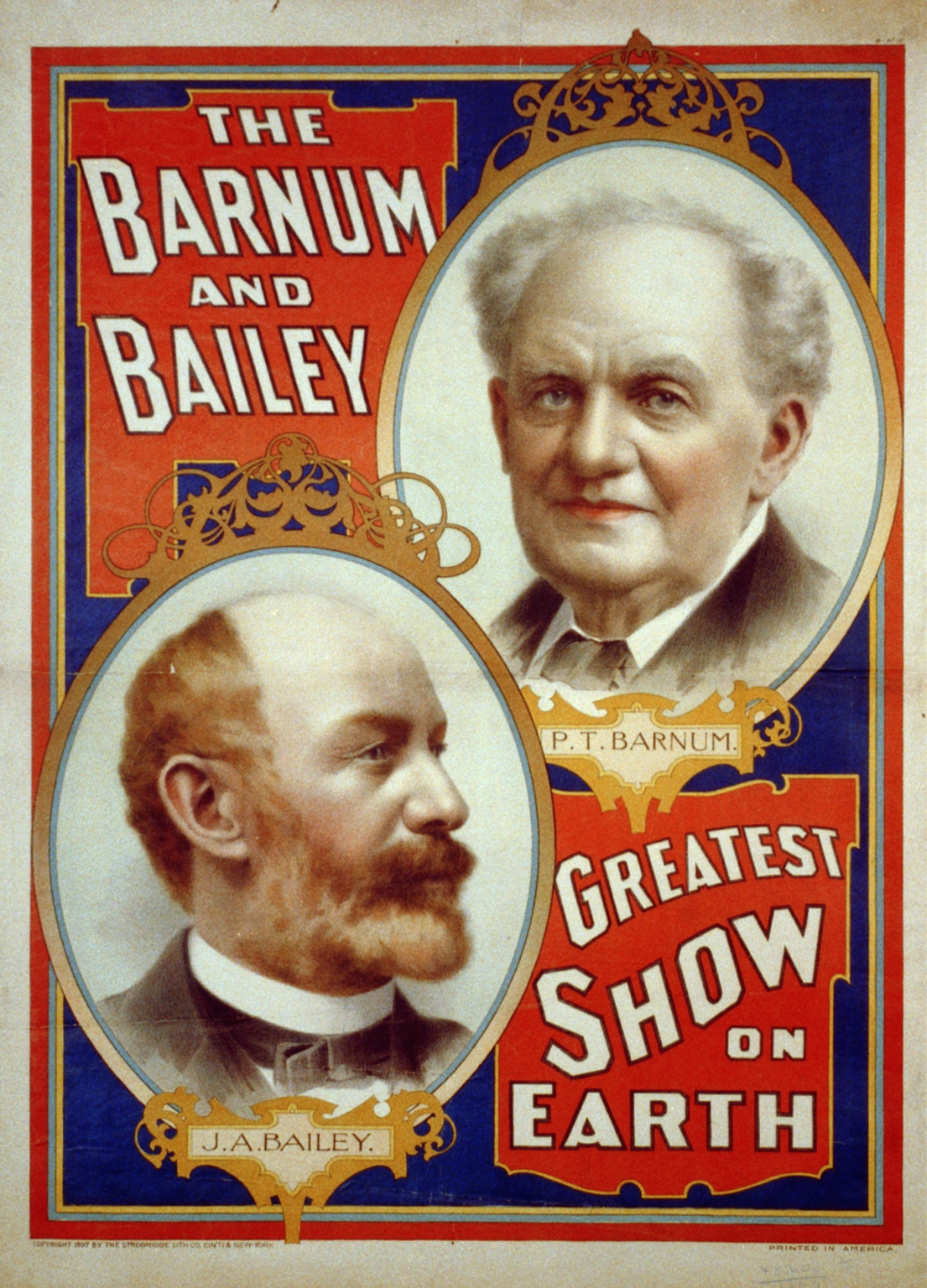
Affiche pour The Greatest Show on Earth (Le spectacle le plus grandiose sur Terre) par Barnum et Bailey, en 1897.

En 1871, Phineas Taylor Barnum rencontre William Cameron Coup (en) avec qui il met en place le P.T. Barnum’s Great Circus Museum and Menagerie sous une tente de 5 000 places, prévue pour deux pistes mât central (le king pole, invention de Coup). Il double la capacité d’accueil de la tente et circule à travers tout le pays, puis à travers toute l’Europe, par voies ferrées avec environ 80 wagons à plateformes plates pour embarquer les remorques. The Greatest Show on Earth est né, ainsi que le gigantisme américain. Cependant, des mésententes concernant la manière de gérer le cirque apparaissent entre les deux hommes qui se séparent.
Une nouvelle association naît entre Phineas Taylor Barnum et son rival de l’époque, James Anthony Bailey et son Great London Circus and Ganger’s Royal British Menagerie.
À la mort de Phineas Taylor Barnum le 7 avril 1891, Bailey continue à assurer la direction de The Greatest Show on Earth jusqu’à sa propre mort en 1906. Le cirque passe alors entre les mains des frères Ringling sous le nom Ringling Bros. and Barnum & Bailey Circus et était, jusqu'au 21 mai 2017, date de sa dernière représentation, le plus grand cirque du monde.

## La révolution Barnum
Phineas Taylor Barnum innove le cirque américain à différents niveaux en inaugurant une logistique et une mise en scène des spectacles vivants.

### Les trois pistes
En collaboration avec James Anthony Bailey Phineas Taylor Barnum instaure le dispositif des trois pistes en utilisant l'électricité. Cette logistique vient bouleverser le concept traditionnel de la scène circassienne qui jusqu’alors utilisait une piste unique (issue du dressage de chevaux) qui offrait une meilleure proximité au spectateur. Phineas Taylor Barnum ajoute deux autres pistes à celle déjà existante afin de présenter un spectacle original. Avec cette révolution, le cirque devient un spectacle d’envergure et propose un programme hors du commun. Ce changement scénique radical entraîne des modifications sur les numéros proposés. Ainsi, le clown par exemple, personnage comique qui avait pour habitude d’interagir avec le public, fait place au clown muet en raison du grand bruit et de l’absence d’intimité des trois scènes. Il permet de mettre en scène, entre autres, des animaux de grande taille dont le fameux éléphanteau Jumbo.

### Barnum et la démesure: le gigantisme américain

#### Des spectacles extraordinaires
La démesure de Phineas Taylor Barnum se trouve d’abord dans ses spectacles. C’est en premier lieu sur la scène qu’il souhaite surprendre le public en proposant des ménageries immenses d’une part et des animaux rares d’autre part. En effet, ses spectacles trouvent leur essence dans l’étrangeté et la rareté des phénomènes exhibés ainsi que dans l’accumulation des curiosités. Il présente, par exemple, un spectacle avec une cinquantaine d’éléphants, animaux encore rares en Europe ou aux États-Unis à l’époque, ou organise une tournée de Lilliputiens. L’agrandissement des pistes accroît ces possibilités et l’on parle de gigantisme américain.

#### Le train et l'arrivée en ville
Cette multitude d’animaux et autres curiosités à déplacer de ville en ville implique des moyens de transport à la hauteur de l'évènement. Le déplacement du cirque de Barnum devient un phénomène à lui tout seul avec ses 80 wagons et ses trois locomotives. The Barnum & Bailey’s Greatest Show on Earth fait toujours une entrée fracassante dans les villes.
Le réalisateur John Landis, qui garde l'idée d'un jour adapter la vie du forain, raconte que cette utilisation inédite du train conduira l'Armée de l'Union à lui demander conseil pour leurs propres acheminements de troupes durant la guerre de Sécession.

#### Homme d'affaires et de la publicité

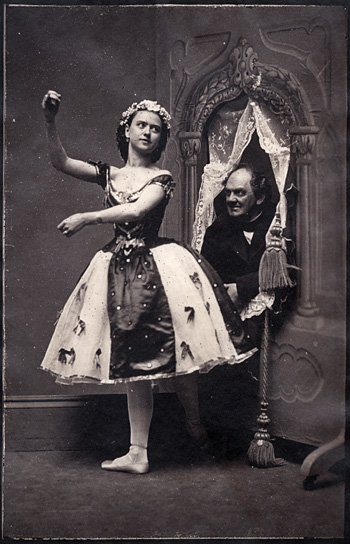
Phineas Taylor Barnum et la ballerine Ernestine de Faiber.

Phineas Taylor Barnum, dont le nom est devenu synonyme de charlatanisme, présente avant tout un certain sens des affaires associé à un talent publicitaire. Bien que mensonger, certains historiens lui attribuent même l’invention de la publicité en Amérique. Il n’hésite pas à mettre à profit sa connaissance de la psychologie des hommes pour les manipuler comme par exemple en exhibant des canulars et des impostures, comme la sirène des Fidji ou Joice Heth. C’est également son sens pour la formule comme par exemple The Greatest Show On Earth et pour créer l’événement, qui le place au rang d'homme d'affaires. Il emploie également des méthodes relativement novatrices pour promouvoir ses spectacles. Michèle Barbier le décrit en ces termes : « roi du bluff, promoteur de la publicité, créateur du star system, symbole du self made man et du businessman ».

## Légendes du cirque Barnum

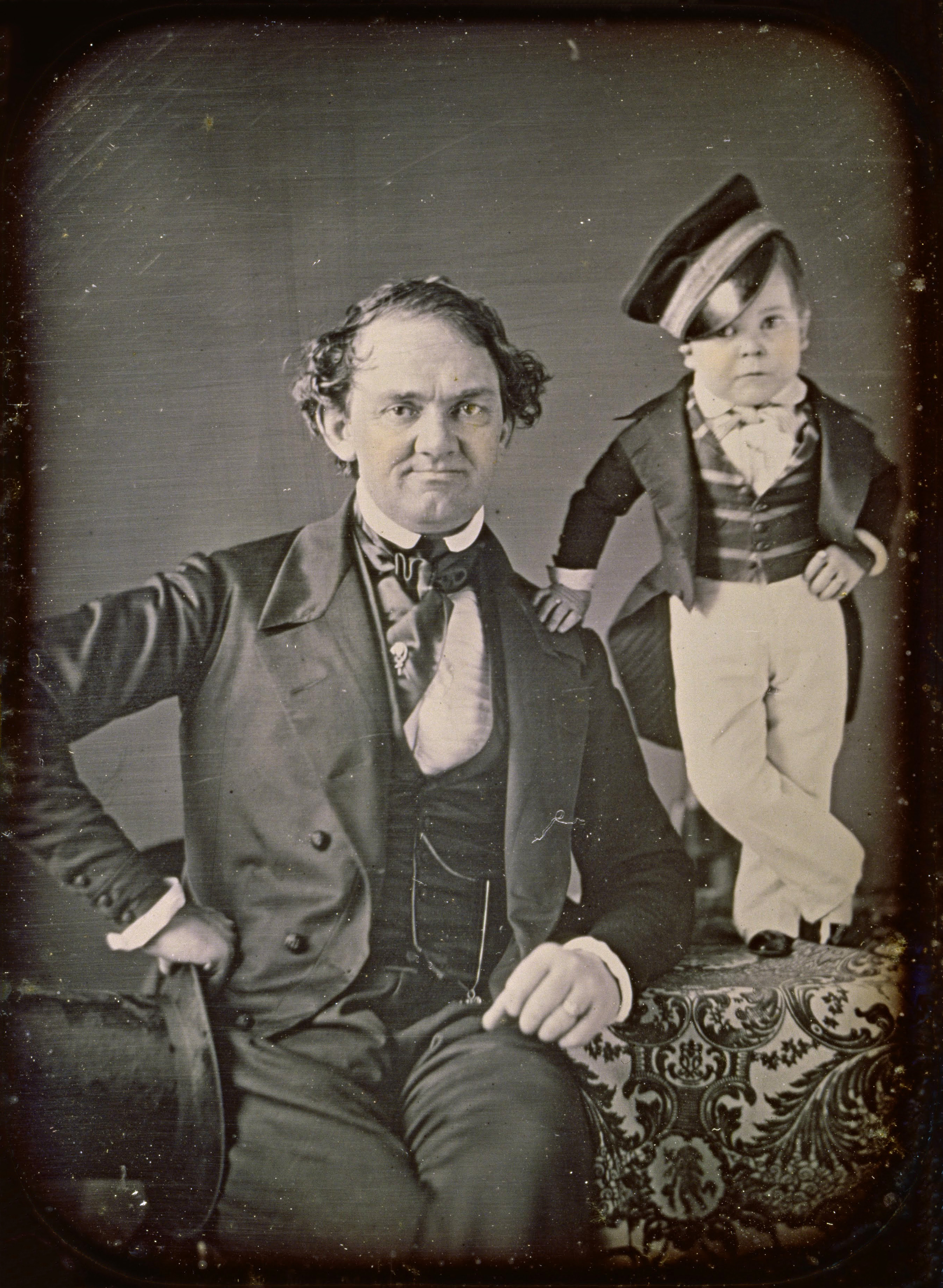
Daguerréotype montrant Phineas Taylor Barnum et Charles Sherwood Stratton, de son nom de scène « Tom Pouce ». Vers 1850.

Pendant plus de 20 ans, le public américain découvre des personnes hors-normes par leurs particularités physiques venues d'Europe et des États-Unis qui assurent la célébrité de l’institution Barnum. Ainsi, de nombreuses personnalités vont se succéder comme les « hommes chien » dont Fedor Jeftichew, surnommé « Jojo l’enfant à tête de chien » et Stephan Bribowski, Annie Jones une femme à barbe, la sirène des îles Fidji, des nains dont le plus connu Tom Pouce, le prince Randian, des frères siamois Chang et Eng Bunker, George Costentenus un homme entièrement tatoué, Anna Haining Bates une femme particulièrement grande ainsi que des personnes souffrant de handicaps dont Schlitzie et William Henry Johnson surnommé Zip, la tête d’épingle.

### Tom Pouce (1842)
Tom Pouce (General Tom Thumb), Charles Sherwood Stratton de son vrai nom, rencontre Barnum à l’âge de 4 ans. Phineas Taylor Barnum, intrigué par la taille de l’enfant, affirme qu’il s’agit d’un nain et l’emmène, accompagné de sa mère à New York où le jeune garçon apparaît sous le nom de Général Tom Pouce, nain de 11 ans récemment venu d’Angleterre. Il mesure un peu plus de 60 cm et pèse près de 7 kilos. Il fait partie d’une exhibition de lilliputiens. Face à son immense succès, l’entrepreneur décide de présenter le phénomène en Europe, notamment à la cour d’Angleterre à la reine Victoria, puis à Paris.

### La sirène des îles Fidji (1842)
Il s’agit d’une sirène embaumée achetée près de Calcutta. L’étrange créature est en réalité une chimère fabriquée à partir d’une queue de poisson, d’un buste et d’une tête d’orang-outan.

### Jenny Lind (1850)
Jenny Lind est une cantatrice surnommée le « rossignol suédois ». Sa réputation traverse l’Atlantique et arrive jusqu’aux oreilles de Barnum qui la fait venir en Amérique et la présente comme un ange, faisant d’elle l’objet d’un véritable culte. Sa voix céleste bouleverse les foules. Avec Barnum, elle assurera 93 représentations au succès retentissant.

### Jumbo (1882)
Jumbo est l’une des grandes vedettes du cirque Barnum. L’éléphant géant mesurait près de 4 mètres de haut. En 1882, Barnum achète l’animal au zoo de Londres pour 10 000 dollars. Il le présente à New York devant des spectateurs qui, impressionnés par sa taille gigantesque, l’accueillent comme un héros national. Il sera exhibé lors d’expositions itinérantes à travers les États-Unis et le Canada. Jumbo meurt en 1885 percuté par une locomotive. Sa dépouille empaillée sera exposée au musée de Barnum.

## Postérité et évocations dans les arts

### L'effet Barnum
Dans les années 1850, Phineas Taylor Barnum connaît une période difficile, liée entre autres à des investissements hasardeux. Durant cette décennie, il se recentre sur des spectacles plus modestes au cours desquels il se focalise sur la personnalité des spectateurs et sur leur répondant. Il développe alors une « lecture à froid », qui consiste à débiter des généralités sur les personnes. Cette technique de manipulation qui conduit un individu à considérer une description générale et floue de traits de personnalité comme s'appliquant précisément à sa propre personnalité est théorisée sous l'expression d'« effet Barnum » par le psychologue américain Bertram Forer (1914-2000).

### Langage courant
- Dans le milieu de la vente itinérante, le « Barnum » est la structure métallique sous laquelle les commerçants s'installent.
- Dans le langage courant, voire argotique, un « barnum » signifie un désordre, un trouble, une absence d’organisation.

### Littérature
- 1948 : Barnum's Digest, poèmes écrits par Boris Vian

### Films
- 1932 : La Monstrueuse Parade, drame américain de Tod Browning
- 1934 : Le Grand Barnum, film biographique américain de Walter Lang
- 1941 : Dumbo, dessin animé des Studios Walt Disney
- 1952 : Sous le plus grand chapiteau du monde, comédie dramatique américaine de Cecil B. DeMille
- 1986 : Barnum, téléfilm biographique américain de Lee Philips, interprété par Burt Lancaster
- 2002 : Gangs of New York, film dramatico-historique de Martin Scorsese, interprété par Roger Ashton-Griffiths
- 2003 : Big Fish, film fantastique américain de Tim Burton avec Ewan McGregor et Albert Finney
- 2014 :  American Horror Story, série télévisée américaine d’anthologie horrifique créée et produite par Ryan Murphy et Brad Falchuk.  La saison 4, Freak Show fait référence au film La Monstrueuse Parade de 1932, lui-même inspiré par P. T. Barnum et son cirque.
- 2017 : The Greatest Showman, film musical américain de Michael Gracey, interprété par Hugh Jackman
- 2017 : Legends of Tomorrow (saison 3, épisode 2), série télévisée américaine d'Andrew Kreisberg, Greg Berlanti et Marc Guggenheim
- 2019 : Dumbo, film fantastique de Tim Burton avec Colin Farrell, Michael Keaton et Danny DeVito.

La vie de Barnum a également fait l'objet d'un projet abandonné au début des années 1980, avec John Landis à la réalisation, Bill Lancaster au scénario et John Belushi dans le rôle principal. Les studios y mettent fin à la suite de l'échec du film Les Voisins, de John G. Avildsen. Landis confiera en 2015 vouloir reprendre le projet en l'adaptant pour la télévision.